# میلبری (اوهایو)
میلبری (به انگلیسی: Millbury) یک منطقهٔ مسکونی در ایالات متحده آمریکا است که در شهرستان وود، اوهایو واقع شده‌است. میلبری ۲٫۵۸ کیلومتر مربع مساحت و ۱٬۲۰۰ نفر جمعیت دارد و ۱۸۷ متر بالاتر از سطح دریا واقع شده‌است.